# Nalle Påhlsson
Nalle Påhlsson, ursprungligen Björn Göran Pålsson, född 24 juni 1963 i Skarpnäcks församling i Stockholm, är en svensk basist och låtskrivare.

## Karriär
Nalle Påhlsson började sin musikaliska bana redan som elvaåring i ett garageband i Sätra i Stockholm. Sin första riktiga inspelning gjorde han 1980 som medlem i bandet K.O.D.A. och 1983 blev han låtskrivare och producent åt Niclas Wahlgren.
Sedan 1980-talet har Påhlsson samarbetat med ett stort antal artister och grupper inom rock, pop och dansband, både i Sverige och internationellt. Han var medlem i det melodiska rockbandet TREAT 2005–2012 och återigen från 2019. Mellan 2008 och 2019 turnerade han världen runt som basist i det symfoniska metalbandet Therion, där han fortsatt är aktiv som låtskrivare och studiomusiker.
År 2015 släppte han sitt första soloalbum, Royal Mess. Albumet innehåller både äldre och nyare låtar, och ses av Påhlsson själv som en personlig seger efter att ha blivit nykterist 2011. Låten “See You In My Dreams” tillägnas hans avlidne bror.

### Doktor Bajskorv
Under projektnamnet Doktor Bajskorv har han fått viral spridning bland yngre barn i Sverige med humoristiska sånger och barnvänliga produktioner. Den första låten under pseudonymen Doktor Bajskorv hade samma namn - Doktor Bajskorv - och släpptes 13 juni 2016. Därefter har fler låtar släppts. I juli samma år kom Pruttballongen. År 2018 släpptes singlarna Pillefjången, Avloppet!, Fistiden och Jag Pruttesterar. År 2019 följde Fröken Möken, Tuppen som fick problem med pruppen och Han kunde inte vara mé - för han hade diarré. 2020 kom Brun jul och 2021 Du är en bajskorv. 2022 släpptes singlarna På Gång, Pruttilutt, Jag är en liten bajskorv, Bajamaja och Fjärde Advent. 2023 släpptes samlingsalbumet Bästa Pruttarna 1. 2024 släpptes nya singlar: En Najskorv med Bröd, Pruttbullar och Tjottahejti.

## Samarbeten
Påhlsson har spelat med ett stort antal grupper, bland annat Therion, Treat, Last Autumn's Dream, Gathering of Kings, Vindictiv, Zan Clan, Skyblood, Randy Piper's Animal, Grymlings, Luciferian Light Orchestra, AB/CD och Kyss samt dansband som Barbados, Date, Nya Vikingarna och Lasse Stefanz.
Han har även samarbetat med artister som Anna Book, Anne-Lie Rydé, Carola, Lili & Sussie, Magnus Carlsson, Mats Ronander, Mikael Rickfors, Pugh Rogefeldt, Tommy Nilsson, Tomas Ledin, Carola, Magnus Uggla, Pernilla Wahlgren och Niclas Wahlgren, Py Bäckman, Sanne Salomonsen och Lena Philipsson.

## Diskografi (urval)
- Royal Mess (2015) – soloalbum
- That Makes One – med Easy Action
- Ground Zero – med Vindictiv